# Xiaochengren
Xiaochengren, född 1653, död 16 juni 1674, var en kinesisk kejsarinna, gift med Kangxi-kejsaren. 
Hon tillhörde manchu-klanen Heseri, en familj med mycket inflytande inom manchudynastin: hennes farfar/morfar Sonin var en av de fyra regenterna under Kangxis minderårighet 1661-67. 
Hon blev gift med den ett år yngre kejsaren vid tolv års ålder, och mottog samtidigt, så som hans huvudgemål, titeln kejsarinna. Hennes syster blev också en av Kangxis gemåler. 
Xiaochengren avled i barnsäng vid födseln av sin andre son Yinreng, och Kangxi lämnade positionen som kejsarinna tom i fyra år innan han gav den till en annan av sina gemåler. 